# 2036: Происхождение неизвестно
«2036: Происхождение неизвестно» (англ. 2036 Origin Unknown) — фантастический фильм 2018 года режиссёра Хасрафа Дулулла с Кэти Сакхофф в главной роли. Премьера состоялась 8 июня 2018 года.

## Сюжет
После неудачной миссии на Марсе, в 2036 году искусственному интеллекту «АРТи» поручают новое задание — под присмотром оператора Маккензи изучить найденный куб неизвестного происхождения. Однако, эти исследования приводят к неожиданным последствиям.

## В ролях
| Актёр        | Роль                  |
| ------------ | --------------------- |
| Кэти Сакхофф | Маккензи «Мак» Уилсон |
| Стивен Кри   | «АРТи» (озвучивание)  |
| Джули Кокс   | Лена Салливан         |
| Рэй Фирон    | Стерлинг Брукс        |

## Отзывы
Фильм получил смешанные отзывы кинокритиков.